# 堀科学芸術振興財団
公益財団法人堀科学芸術振興財団(こうえきざいだんほうじんほりかがくげいじゅつしんこうざいだん)は、「科学技術及び文化・芸術の振興を図り、もって地域社会の活力ある発展に寄与すること」を目的として設立された公益財団法人である。1991年（平成3年）9月に財団法人として設立。2010年9月1日、公益財団法人認定を愛知県から受け、名称を「公益財団法人 堀科学芸術振興財団」に変更した。

## 概要
ダイテックグループと創立者 堀誠の私財の提供を受け設立された社会貢献を目的とした非営利公益法人。設立当初は、情報科学の研究者に対する研究助成事業でスタート。その後、国際貢献を目的に対象を外国人にも拡大。2010年9月1日に公益財団法人認定を愛知県から受け、文化芸術活動の分野にも支援を拡大した。
研究助成、文化・芸術活動を支援と合わせて美術館の運営している。

## 主な事業
- 公募による研究助成事業
  - 情報科学、電子及び通信工学の科学技術分野
  - 医療、介護、福祉及び創薬とIT
  - 資源、エネルギー及び環境の科学技術分野とIT

- 現代美術支援事業
  - 「堀美術館　H/ASCA展」開催 - 愛知県立芸術大学、名古屋芸術大学、名古屋造形大学に在籍する学生を対象に作品発表の機会を提供し、創作活動を支援。
  - 「Dアートビエンナーレ展」開催 - 若い芸術家に作品発表の機会を提供し、創作活動を支援。
2年に1度の開催。

- 「文化のみち　堀美術館」運営
  - 2006年6月にオープンした美術館。昭和に活躍した巨匠の作品、郷土の女性画家 三岸節子の作品を展示。

## 沿革
- 1991年（平成3年）9月 - 財団法人堀情報科学振興財団として設立。
- 2010年（平成22年）9月1日 - 公益財団法人堀科学芸術振興財団に名称変更。